# Оралбай, Нурбек Рахатулы
Нурбек Рахатулы Оралбай (каз. Нұрбек Рахатұлы Оралбай; Жамбылская область) — казахстанский боксёр-любитель, выступающий в средней и в полутяжёлой весовых категориях. Член национальной сборной Казахстана по боксу, Заслуженный Мастер Спорта, серебряный призёр Олимпийских игр 2024 года, чемпион мира (2023), бронзовый призёр чемпионата Азии (2022), чемпион Казахстана (2021), серебряный призёр чемпионата Казахстана (2020), чемпион мира среди молодежи (2018), серебряный призёр чемпионата Азии среди молодежи (2018), многократный победитель и призёр международных и национальных турниров в любителях.

## Биография
Нурбек Оралбай родился 11 июня 2000 года в селе Айша-Биби, Жамбылской области Казахстана.  Происходит из рода тама племени жетыру.
Брат-близнец другого боксёра Айбека Оралбая.

## Любительская карьера

### 2018—2020 годы
В 2018 году сначала стал серебряным призёром чемпионата Азии среди молодежи.
Затем в августе 2018 года в Будапеште (Венгрия), стал чемпионом мира среди молодежи (до 18 лет), в финале победив россиянина Даниила Тетерева.
В 2019 году стал победителем 5-летней Спартакиады Республики Казахстан.
В 2020 году стал серебряным призёром чемпионата Казахстана, а в 2021 году стал чемпионом Казахстана.

### 2021—2023 годы
В начале ноября 2021 года в Белграде (Сербия), участвовал в чемпионате мира в категории до 80 кг. Где он в 1/16 финала победил по очкам (5:0) бразильца Исайяса Фильо, в 1/8 финала по очкам (5:0) победил венгерского боксёра Пала Ковача, но в четвертьфинале по очкам (0:5) проиграл выступающему за Сербию российскому боксёру Владимиру Мирончикову, — который в итоге стал бронзовым призёром чемпионата мира 2021 года.
В ноябре 2022 года стал бронзовым призёром чемпионата Азии в Аммане (Иордания) в категории до 80 кг, где он в полуфинале — в конкурентном бою раздельным решением судей (счёт: 2:3) проиграл опытному иорданцу Хуссейну Ишаишу.
В мае 2023 года, в Ташкенте (Узбекистан) стал чемпионом мира, в весе до 80 кг. Где он в 1/8 финала соревнований по очкам единогласным решением судей (5:0) победил боксёра из Турции Каана Айкутсуна, затем в четвертьфинале по очкам единогласным решением судей (5:0) победил опытного иорданского боксёра Хуссейна Ишаиша, в полуфинале по очкам раздельным решением судей (4:1) победил опытного россиянина Имама Хатаева, и в финале по очкам раздельным решением судей (4:1) победил этнического казаха выступающего за Китай Тохтарбека Танатхана.

## Награды
- Орден «Парасат» (14 августа 2024 года) — за высокие спортивные достижения на ХХХIII летних Олимпийских играх, прошедших в городе Париже[14].